# Bloc cupulaire de Santourin
Le bloc cupulaire de Santourin, ou des Crêtets-Santourin, est une pierre à cupules située en France, sur la commune de Billième, dans le département de la Savoie, en région Auvergne-Rhône-Alpes.
La pierre fait l'objet d'un classement au titre des monuments historiques depuis le 22 mai 1939.

## Localisation
La pierre est située dans le département français de Savoie, sur la commune de Billième, sur le versant sud du Mont de la Charve. Avec cinq autres sites, elle fait partie des blocs cupulaires de Billième, une série de pierres à cupules réparties en cercle autour de ce village.

## Historique
Le site a été fouillé en 1974-1979 par Lucien Lagier-Bruno, en 1983 par Bernard Quinet et en 1990 par Françoise Ballet et Philippe Raffaelli.
La pierre a été classée au titre des monuments historiques le 22 mai 1939.

## Description
Il s'agit d'une pierre à cupules. Elle en compte 37. Ce sont de petites dépressions concaves, de forme circulaire ou ovale, de quelques centimètres de diamètre, faites par l'homme.
Les fouilles de 1974-1979 ont livré les vestiges d'un parc à moutons et d'une cabane de bergers, ainsi que du matériel du Néolithique et de l'Âge du bronze.

## Datation
Des datations au carbone 14 faites sur des charbons de bois de deux couches situées à la base de la pierre de Santourin donnent environ 2917 et 1884 av. J.-C., ce qui les rattache au Néolithique récent et à l'Âge du bronze initial.